# Distretto di Phu Sing
Il distretto di Phu Sing (in thailandese: ภูสิงห์) è un distretto (amphoe) della Thailandia, situato nella provincia di Sisaket.